# تفكير رغبوي

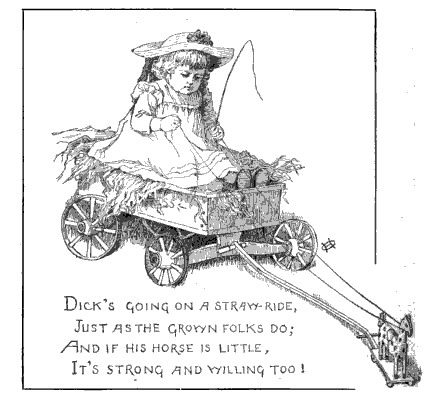

التفكير الرغائبي، أو التفكير الرغبوي، أو تفكير تمني، أو التفكير بالتمني (بالإنجليزية: Wishful thinking)‏ هو تكوين الاعتقادات واتخاذ القرارات القائمة على رغبات الفرد بتمني ما يريده عوضًا عن التفكير الذي يستند إلى الأدلة، أو العقلانية، أو الواقعية. دائمًا ما تشير الدراسات بعد تثبيت كل المتغيرات الأخرى يتوقع القائمون على البحث أن النتائج الإيجابية هي الأكثر احتمالية من النتائج السلبية (انظر أثر التكافؤ).
و من ناحية أخرى، يرى بعض علماء النفس أن التفكير الإيجابي يؤثر إيجابيًا على السلوك مما يؤدي إلى نتائج أفضل، ويطلقون عليه تأثير بجماليون".
وقد وصف كريستوفر بوكر التفكير بالتمني بالعبارات:«دائرة الخيال»...ذلك النموذج المتكرر في حياة الأشخاص وفي السياسات وفي التاريخ ومتكرر أيضًا في القصص. عندما ننخرط في عمل نندفع نحوه بسبب التفكير بالتمني ودون وعي، فهنا قد تبدو أن كل الأمور على ما يرام لفترة من الزمن وهذا ما يمكن أن نطلق عليه «مرحلة الحلم»، ولكن بسبب عدم التوافق بين هذا الاعتقاد الظاهري والواقع، تظهر «مرحلة الإحباط» التي عندها تبدو الأمور على غير ما يرام مما يتطلب بذل المزيد من المجهود لرؤية هذا الخيال على أرض الواقع، ومع ضغط الحياة الواقعية تأتي «مرحلة الكابوس» وفيها يكون كل شيء على عكس ما نريد ويصل لذروته حيث يحدث «الانفجار عند الاصطدام بالواقع» حينما يتلاشى الخيال.

## أمثلة ملحوظة
من أشهر أمثلة التفكير بالتمني:
- عالم الاقتصاد إيرفينج فيشر الذي قال بأن «أسعار الأسهم وصلت إلى ما يشبه الهضبة دائمة الارتفاع» قبل أسابيع قليلة من انهيار بورصة وول ستريت عام 1929 وتلاها فترة الكساد العظيم،
- أكدت إدارة كيندي أنه إذا انتصرت القوات الكوبية سيتمكن الثوار المدعومون بجهاز المخابرات الأمريكية من الإفلات من الاعتقال عن طريق الذوبان وسط أهل الريف أثناء عملية غزو خليج الخنازير.[2]

## وهم كبير
بالإضافة إلى أن هذا التفكير يعد انحرافًا معرفيًا وطريقة سيئة لاتخاذ القرارات، فكثيرًا ما يكون مغالطة غير رسمية عند افتراض ذلك لأننا نريد أن نري شيء معينًا صوابًا أو خطأً يكون بالفعل كما نراه. وذا المنطق غير السليم يكون على النحو الآتي «أنا أتمني أن يكون س صحيح/خطأ، إذن س صحيح/خطأ.» فالتفكير بالتمني - لو صح التعبير- يعتمد على مناشدة العاطفة فما هو إلا وهم لتشتيت الانتباه بعيدًا عن الموضوع الأساسي.
وقد يؤدي هذا النوع من التفكير إلى عمى عن نتائج طائشة غير مقصودة.

## الرؤية بالتمني
الرؤية بالتمني هي ظاهرة تؤثر فيها الحالة الداخلية للشخص على إدراكه البصري، حيث يميل الناس إلى الاعتقاد بأنهم ينظرون إلى العالم على ما هو عليه، ولكن الأبحاث تشير إلى عكس ذلك.
قُدم مفهوم الرؤية التوّاقة لأول مرة من خلال منهج النظرة الجديدة في علم النفس، ورُوّج لمنهج النظرة الجديدة في الخمسينات من قِبل جيروم برونر وسيسيل غودمان. في دراستهم الكلاسيكية لعام 1947، طلبوا من الأطفال إظهار تصورهم لحجم العملات المعدنية من خلال التلاعب في قطر فتحة دائرية على صندوق خشبي، حيث حمل كل طفل العملة في يده اليسرى بنفس الارتفاع والمسافة من الفتحة وقاموا باستخدام المقبض بيدهم اليمنى لتغيير حجم الفتحة. قُسّم الأطفال إلى ثلاث مجموعات، مجموعتان تجريبيتان وواحدة للحكْم، مع عشرة أطفال في كل مجموعة. طُلب من مجموعة الحكم تقدير حجم أقراص الكرتون المقوى بحجم العملة بدلاً من العملات المعدنية الفعلية. في المتوسط، بالغ أطفال المجموعات التجريبية في تقدير حجم العملات بنسبة ثلاثين بالمائة. في تكرار ثانٍ للتجربة، قسم برونر وجودمان الأطفال إلى مجموعات بناءً على الوضع الاقتصادي، ومرة أخرى، طُلب من كل من «الفقراء» و «الأغنياء» تقدير حجم العملات الحقيقية عن طريق التلاعب في قطر الفتحة. كما كان متوقعًا، بالغت كلتا المجموعتين في تقدير حجم العملات، لكن المجموعة «الفقيرة» بالغت في تقدير حجمها بما يصل إلى خمسين بالمائة، والتي كانت تزيد بنسبة ثلاثين بالمائة عن المجموعة «الغنية». من هذه النتائج، خلص برونر وجودمان إلى أن الأطفال الفقراء يشعرون برغبة أكبر في المال وبالتالي يعتبرون العملات المعدنية أكبر. شكلت هذه الفرضية أساسًا لمنهج النظرة الجديدة في علم النفسي، والذي يشير إلى أن التجربة الذاتية لكائن ما تؤثر على الإدراك البصري لذلك الكائن.
اعتمد بعض علماء الديناميكية النفسية وجهات نظر النظرة الجديدة من أجل شرح كيف يمكن للأفراد حماية أنفسهم من المحفزات البصرية المزعجة، لكن المنظور النفسي الديناميكي فقد الدعم لأنه يفتقر إلى نموذج كافٍ يفسر كيف يمكن لللاوعي أن يؤثر على الإدراك.
على الرغم من أن بعض الأبحاث الإضافية كانت قادرة على تكرار النتائج التي توصل إليها برونر وجودمان، فقد تخلوا عن نهج النظرة الجديدة في الغالب في السبعينيات لأن التجارب كانت مليئة بالأخطاء المنهجية التي لم تفسر العوامل المربكة مثل تحيز المراسلين والسياق. قامت الأبحاث الجديدة إحياء لوجهات النظر الحديثة، ولكن مع تحسينات منهجية لحل المشكلات المعلَّقة التي أصابت الدراسات الأصلية.

## الآليات الضمنية

### المعرفة
الآليات المعرفية الملموسة وراء التفكير بالتمني والرؤية بالتمني غير معروفة. ونظرًا لاستمرار تطور هذه المفاهيم، فلا يزال البحث مستمرًا حول الآليات التي تساهم في هذه الظاهرة، وقد اقتُرحت بعض الآليات، حيث يمكن أن يعزى التفكير بالتمني إلى ثلاث آليات: تحيز الانتباه أو تحيز التفسير أو تحيز الاستجابة. لذلك، هناك ثلاث مراحل مختلفة في المعالجة الإدراكية التي يمكن أن ينشأ فيها تفكير بالتمني. أولاً، في أدنى مرحلة من مراحل المعالجة الإدراكية، يحضر الأفراد بشكل انتقائي، ويمكن للأفراد احضار الأدلة التي تدعم رغباتهم وإهمال الأدلة المتناقضة. ثانياً، يمكن توليد التفكير بالتمني من خلال التفسير الانتقائي للمعطيات. أخيرًا، يمكن أن ينشأ التفكير بالتمني في مرحلة أعلى من المعالجة الإدراكية كما هو الحال عند تشكيل استجابة للمعطيات والتحيزات.
يمكن أن تعزى الرؤية بالتمني إلى نفس آليات التفكير بالتمني لأنها تتضمن معالجة الإشارات الظرفية، بما في ذلك الإشارات البصرية. ومع ذلك، مع المعالجة المسبقة للإشارات البصرية وارتباطها بالنتائج المرغوبة، فإن تحيز التفسير وانحياز الاستجابة غير معقول لأنهما يحدثان في مراحل المعالجة الإدراكية الواعية. لذلك، يمكن لآلية رابعة تسمى مجموعة الإدراك الحسي أن تفسر هذه الظاهرة. تقترح هذه الآلية أن الحالات الذهنية التي يتم تنشيطها قبل أن يظهر شيء بالمشهد تقوم بتوجيه الجهاز البصري أثناء المعالجة. لذلك، يتم التعرف على الإشارات بسهولة عندما تكون مرتبطة بهذه الحالة العقلية.
يخمن البعض أن الرؤية بالتمني تنتج من نفاذ إدراكي به الوظائف المعرفية العليا قادرة على التأثير بشكل مباشر على التجربة الإدراكية بدلاً من التأثير فقط على الإدراك في مستويات أعلى من المعالجة. يشعر أولئك الذين يتنازعون ضد نفاذية الإدراك بأن الأنظمة الحسية تعمل بطريقة معيارية مع حالات معرفية تبذل تأثيرها فقط بعد إدراك المحفزات.

### الدوائر العصبية
ترتبط مناطق الدماغ التي تحفز على الرؤية بالتمني والتفكير مع نفس المناطق التي تقوم عليها الهوية الاجتماعية والمكافأة. نظرت دراسة إلى هذه المناطق باستخدام التصوير بالرنين المغناطيسي أثناء قيام المشاركين بتخمين احتمالات الفوز لبعض فرق كرة القدم. قبل هذا التخمين، حدد الأفراد فرقهم المفضلة والمحايدة والأقل تفضيلًا. ارتبط التفكير بالتمني (التفكير الرغبوي) مع نظرية الهوية الاجتماعية حيث يبدو أن الفرد يفضل أعضاء الفريق على أعضاء من خارج الفريق، وفي هذه الحالة، فضل هؤلاء الأفراد فريق كرة القدم المفضل الأكثر تحديدًا. خلال مهام التفكير الرغبوي، عُثر على نشاط متفاوت في ثلاثة مجالات من الدماغ: القشرة الظهرية الأمامية للفص الجبهي والفص الجداري والتلفيف المغزلي في الفص القذالي. يشير النشاط التفاوت في المنطقة القذالية والجدارية إلى وجود نوع من الاهتمام الانتقائي للإشارة المقدمة؛ لذلك، قام بدعم المعالجة المعرفية ذات المستوى الأدنى أو تحيز الانتباه. ومع ذلك، فإن النشاط التفاضلي في قشرة الفص الجبهي يشير أيضًا إلى معالجة إدراكية أعلى. يرتبط نشاط قشرة الفص الجبهي بالأفضليات التي تنطوي عليها الهوية الاجتماعية. نتيجة لذلك، عندما تكون الإشارات ذات صلة بالفرد مثل فريق كرة القدم المفضل، تُنشط القشرة الجبهية.

## الانتباه
للبشر مجال بصري محدود من الناحية الفسيولوجية ويجب توجيهه بشكل انتقائي إلى محفزات معينة. الانتباه هو العملية المعرفية التي تسمح بإنجاز هذه المهمة وقد تكون مسؤولة عن ظاهرة الرؤية التوّاقة، وتعد التوقعات والرغبات والمخاوف من بين العوامل المختلفة التي تساعد على توجيه الانتباه. وبالتالي، فإن هذه التجارب المعرفية لديها الفرصة للتأثير على التجربة الإدراكية. في المقابل، يمكن أن ينظم الانتباه حركة مخططة مما يوفر آلية يمكن من خلالها للمؤثرات البصرية التأثير على السلوك. يمكن أن يؤدي العجز الانتباهي أيضًا إلى تغير في الإدراك الحسي، مثل العمى غير المقصود، حيث تمر الأحداث غير المتوقعة دون أن تُكتشف. باستخدام نموذج العمى غير المقصود، قام الباحثون -وايت وديفيز- بتركيز المشاركين على صليب في وسط الشاشة. أولاً، ظهر في وسط الصليب عدد من الرموز تشير إلى عدد من الحروف التي تظهر على أذرع الصليب، وبعد الإشارة، سوف تظهر الحروف الفعلية على أذرع الصليب. خلال أربع تجارب، تطابق عدد الحروف مع العدد الذي قد ذُكر، وفي التجربة الخامسة، توقع أن يحزر نصف المشاركين عدد أقل من الرسائل والنصف الآخر أن يحزروا العدد الصحيح من الحروف. ثم ظهرت الحروف على الشاشة مصحوبة بمنبه غير متوقع. سئل المشاركون عن الرسائل التي ظهرت وما إذا كانوا قد شاهدوا أي شيء إضافي. المشاركون الذين تُوقع أن يحزروا عدد أقل من الرسائل كانوا أكثر عرضة للعمى غير المقصود لأنهم فشلوا في اكتشاف المنبه غير المتوقع في كثير من الأحيان أكثر من المشاركين الذين تُوقعوا أن يحزروا العدد الصحيح من المنبهات. تشير هذه النتائج إلى أن القدرة الاستباقية تتأثر بالتوقعات.

### تفسير العاطفة
غالبًا ما يتم تفسير العاطفة من خلال الإشارات المرئية على الوجه ولغة الجسد والسياق، ومع ذلك، فقد ثبت أن السياق والخلفيات الثقافية تؤثر على الإدراك البصري وتفسير العاطفة. ارتبطت الاختلافات بين الثقافات في «عدم الانتباه بسبب التغييرات» بمجموعة الإدراك الحسي أو الميل نحو المشاهد المرئية بطريقة معينة. على سبيل المثال، تميل الثقافات الشرقية إلى الاهتمام بخلفية المشهد أو الصورة، بينما تركز الثقافات الغربية على الأشياء المركزية في المشهد. مجموعات الإدراك الحسي هي أيضًا نتيجة التفضيلات الجمالية الثقافية. لذلك، يمكن أن يؤثر السياق الثقافي على كيفية قيام الناس بتجميع المعلومات من وجه شخص ما. على سبيل المثال، يركز القوقازيون عمومًا حول العينين والأنف والفم، بينما يركز الآسيويون على العينين. الأفراد من خلفيات ثقافية مختلفة والذين عُرضوا على مجموعة من الوجوه وطُلب منهم ترتيبها في أكوام بحيث يتطابق كل وجه مع العاطفة المعبر عنها. أدى التثبيت على ميزات مختلفة للوجه إلى قراءة متباينة للعواطف، حيث يؤدي تركيز الآسيويين على العيون إلى تصور الوجوه المروَّعة على أنها مفاجأة وليست خائفة. نتيجة لذلك، يمكن أن تؤدي المجتمعات أو العادات السابقة للفرد إلى تصنيف مختلف أو إدراك مختلف بالعاطفة. يبدو أن هذا الاختلاف الخاص في الإدراك البصري للعاطفة يوحي بآلية تحيز الانتباه للرؤية بالتمني، حيث اهتم البعض بالإشارات البصرية (مثل الأنف والعينين) وتجاهلوا الإشارات الأخرى.

### التفاؤل
ترتبط الرؤية بالتمني أيضًا بانحياز التفاؤل الذي يميل الأفراد من خلاله إلى توقع نتائج إيجابية من الأحداث على الرغم من أن هذه التوقعات ليس لها أساس يذكر في الواقع. من أجل تحديد العلاقة العصبية المرتبطة بانحياز التفاؤل، قامت إحدى دراسات التصوير بالرنين المغناطيسي الوظيفي (fMRI) بتصوير أدمغة الأفراد أثناء استحضارهم لحظات السيرة الذاتية المتعلقة بأحداث الحياة ثم تصنيف ذكرياتهم على عدة مقاييس. كشفت هذه التصنيفات أن المشاركين ينظرون إلى الأحداث الإيجابية في المستقبل على أنها أكثر إيجابية من أحداث الماضي، والأحداث السلبية على أنها بعيدة الحدوث مؤقتًا. كانت مناطق الدماغ النشطة هي القشرة الحزامية الأمامية (rACC) واللوزة اليمنى، وأصبحا أقل نشاطًا عند تخيل الأحداث المستقبلية السلبية. تقوم (rACC) بتقييم المحتوى العاطفي ولها روابط قوية باللوزة، ويُقترح أن (rACC) تنظم التنشيط في مناطق المخ المرتبطة بالعاطفة والذاكرة السيرة الذاتية، مما يسمح ببروز الإيجابية على صور الأحداث المستقبلية.
من المهم مراعاة الجوانب الجسدية مثل حركة العين ونشاط الدماغ وعلاقتها بالتفكير بالتمني والرؤية التوّاقة والتفاؤل. حقق إيزاكويتز (2006) في الدور التحفيزي للنظرة، الذي يدعي أنه يرتبط ارتباطًا وثيقًا بمصالح الفرد وشخصيته. في دراسته، وُجه المشاركون الذين جسّدوا مستويات متفاوتة من التفاؤل للنظر إلى صور سرطان الجلد والرسومات التي تشبه صور السرطان والوجوه الطبيعية. باستخدام نظام تتبع العين عن بعد الذي يقيس حركة نظرات المشاركين، أن الشباب الأكثر تفاؤلًا يركزون بشكل أقل على صور سرطان الجلد عند مقارنتهم بالمشاركين الأقل تفاؤلًا. كُررت هذه البيانات في دراسة متابعة فُحص فيها المشاركون لمعرفة مدى تعرضهم لخطر الإصابة بالسرطان الوراثي (على الرغم من أن بعض المشاركين كانوا أكثر عرضة للخطر من غيرهم، فقد ارتبطت مستويات أعلى من التفاؤل بنظرة أقل تركيزًا على صورسرطان الجلد على الرغم من حقيقة أن الصور كانت ذات صلة لبعض المشاركين).

## وصلات خارجية
- Articles Thedict.net نسخة محفوظة 2 يونيو 2009 على موقع واي باك مشين., About wishful thinking